# The Whittier
The Whittier (también conocido como Whittier Towers) es un complejo residencial de gran altura parcialmente restaurado y antiguo hotel ubicado en 415 Burns Drive en Detroit, Míchigan, en el río Detroit. Fue incluido en el Registro Nacional de Lugares Históricos en 1985.

## Historia

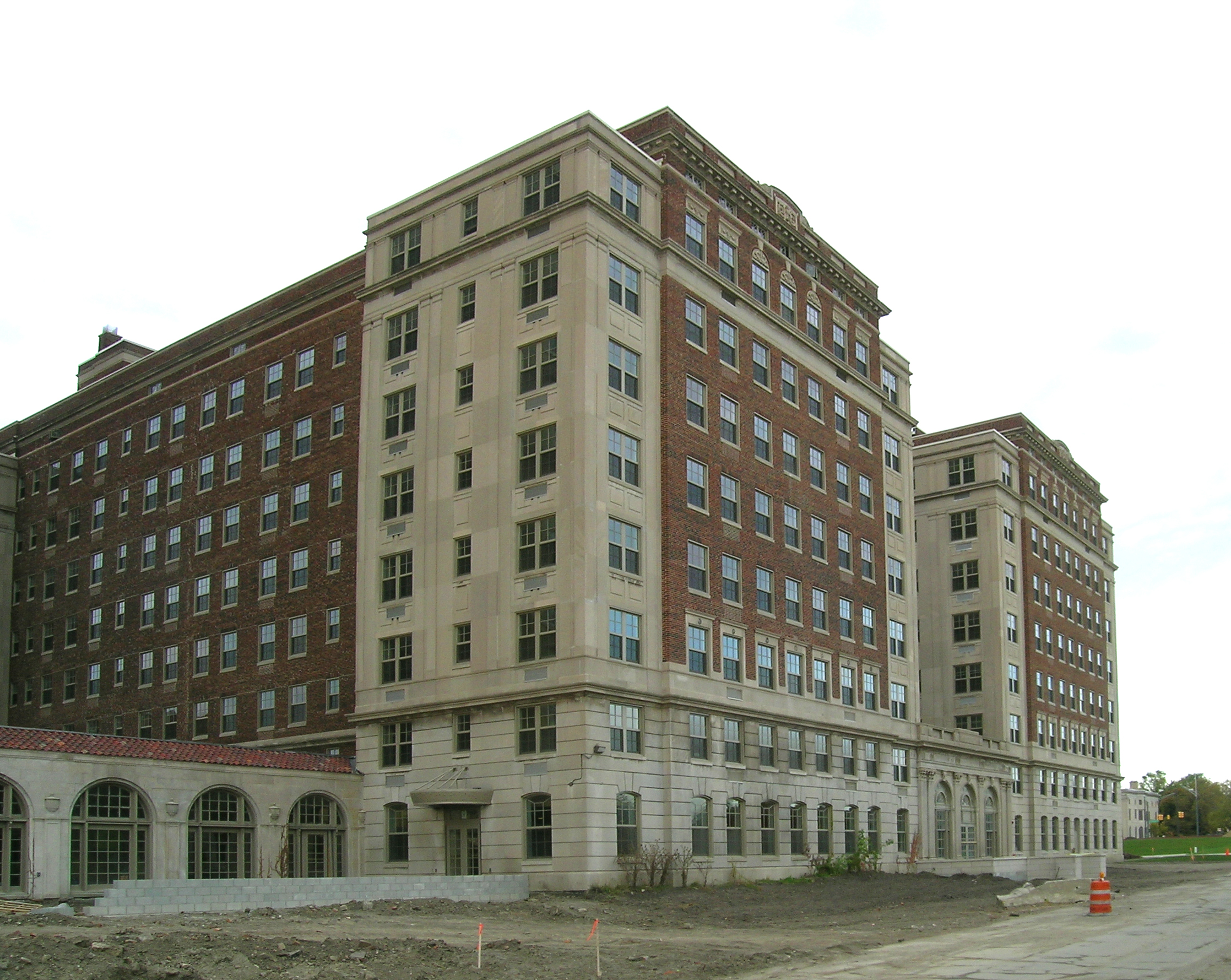
Edificio norte.

El Whittier se construyó como un hotel de apartamentos, lo que significa que los inquilinos pueden alquilar un apartamento y, sin embargo, tener acceso a los servicios que normalmente brinda un hotel. El Whittier fue construido en un momento en que el auge de la población en Detroit aumentó la demanda de viviendas. El promotor inmobiliario seleccionó un sitio cerca del río Detroit, en un área que se usaba para viviendas de clase alta. La construcción comenzó en 1921 y se prolongó hasta 1927.
Con los años, el hotel fue el anfitrión de personalidades como Eleanor Roosevelt, Mae West, Frank Sinatra y The Beatles. Durante la Ley seca, el acceso conveniente al río Detroit y Canadá lo hizo popular entre los tipos del inframundo, incluida la Pandilla Púrpura.
El hotel cambió de manos muchas veces, y estuvo ocupado hasta 2000 o 2001, cuando los últimos residentes se mudaron. En junio de 2003, el edificio fue adquirido por Phoenix Communities, que renovó la sección de ocho pisos en un centro de vivienda para personas mayores, conocido como Whittier Manor. La renovación de la torre de quince pisos está en un punto muerto.

## Descripción
Charles N. Agree diseñó el Hotel Whittier; Fue el primero de varios grandes hoteles de lujo diseñados por el arquitecto. Debido al terreno suave y pantanoso, Agree utilizó una base de losa para apoyar el hotel. El complejo en realidad consiste en dos estructuras separadas: un edificio de ocho pisos al norte y una torre más grande de estilo renacentista italiano de quince pisos al sur.
El edificio norte de ocho pisos está construido de ladrillo rojo y tiene ventanas regularmente espaciadas. La primera y segunda historia se enfrentan con piedra lisa, y cuentan con una sala de juegos clásica. Este edificio originalmente contenía 184 unidades, y se completó en 1922.
El edificio del sur de quince pisos se completó en 1926. Es básicamente de estilo renacentista italiano y está construido con ladrillo pulido con adornos de terracota en los pisos superiores. Recientemente se ha eliminado una entrada moderna de un solo piso.
Ambos edificios destacan por la alta calidad de los acabados interiores y exteriores.